# Yacas
Yacas er akronym for Yet Another Computer Algebra System, er et frit Computer Algebra System (CAS).
Yacas anvendes i regning og matematik samt naturvidenskaber og ingiørvidenskaber. Yacas kan foretage symbolsk manipulation af matematiske udtryk.
Yacas er offentliggjort som GNU Lesser General Public License.
Der findes en interface til Yacas ved navn Ryacas.

## Programmeringssprog
Yacas er skrevet i programmeringssproget C++

## Historie
Yacas blev lanceret i 1999.

## Features og kommanoer (uddrag)
Yacas kan bl.a.:
- Anvendes som basal lommeregner
- Beregne binominalkoefficienter (dette er et eksempel): Bin(10, 4)
- Beregne permutationer (dette er et eksempel): Permutations({a,b,c})
- Løse ligninger: solve(ligning,x)
- Løse differentialligninger, [se tabel nedenfor] (dette er et eksmpel): OdeSolve( y + y == 0 )
- Differentiere: D(funktion,x)
- Integrere: Integrate(funktion,x)
- Beregne vektorprodukt alias krydsprodukt: CrossProduct(u, v)
- Beregne determinant af en matrix: Determinant(M)
- Tegne funktioners grafer (2D såvel som 3D)
- Yacas er et programerbart software[8]

Yacas har flere kommandoer til fælles med andre programmer bl.a.: Mathematica, Maple, Xcas og GeoGebra samt med grafregnerne TI-89, TI-92, Voyage 200 og TI-Nspire.

## Styresystemer
Yacas findes til disse tre styresystemer:
- Microsoft Windows
- Apple macOS
- Linux